# Liste der Baudenkmäler in Herne
Die Liste der Baudenkmäler in Herne enthält Baudenkmäler, Kleindenkmäler, Grünflächen und Ensembles auf Basis der Herner Denkmalliste mit Stand von Oktober 2011.
- Liste der Baudenkmäler im Stadtbezirk Eickel
- Liste der Baudenkmäler im Stadtbezirk Herne-Mitte
- Liste der Baudenkmäler im Stadtbezirk Sodingen
- Liste der Baudenkmäler im Stadtbezirk Wanne

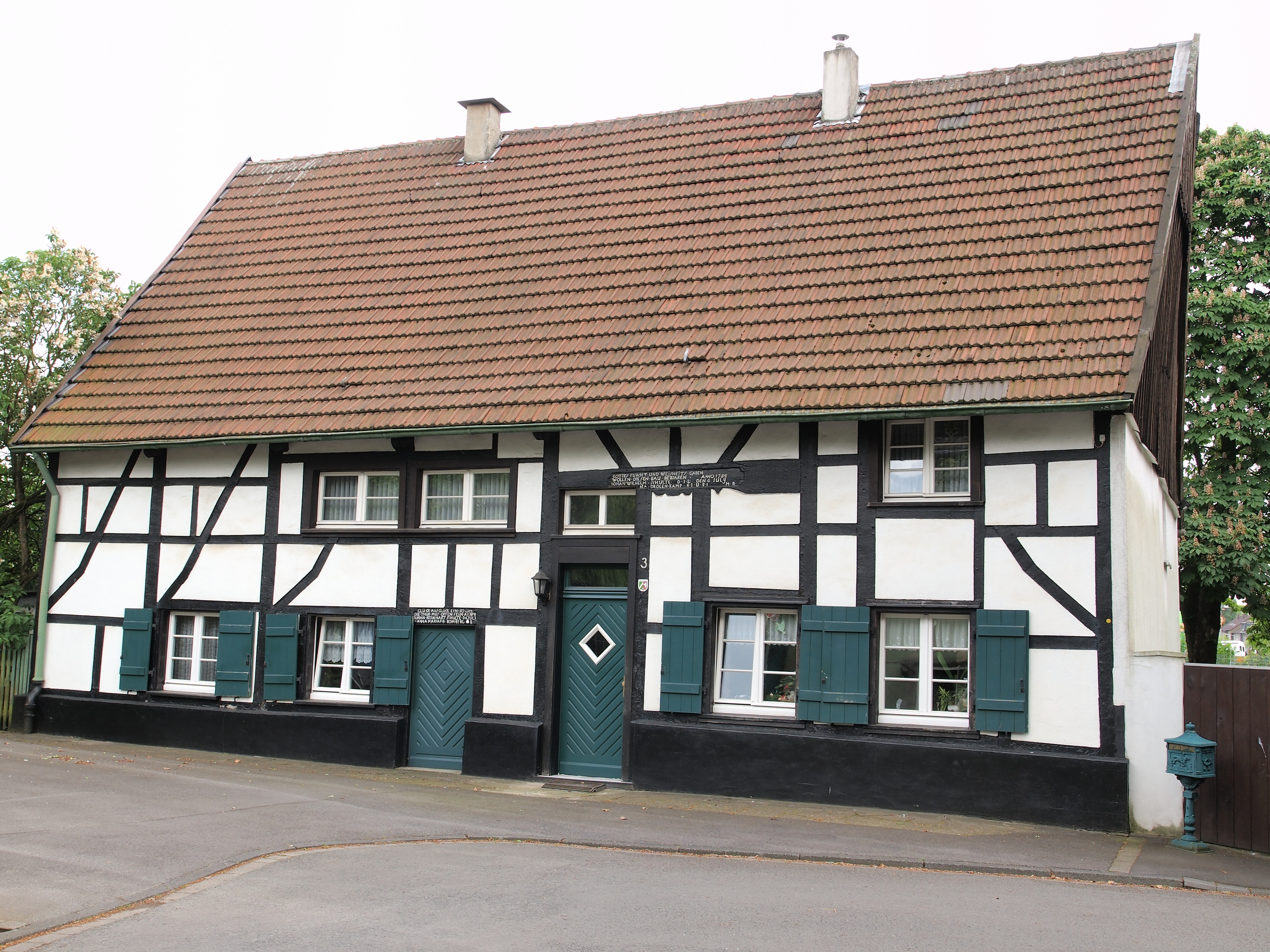
Altcrange 3 in Crange
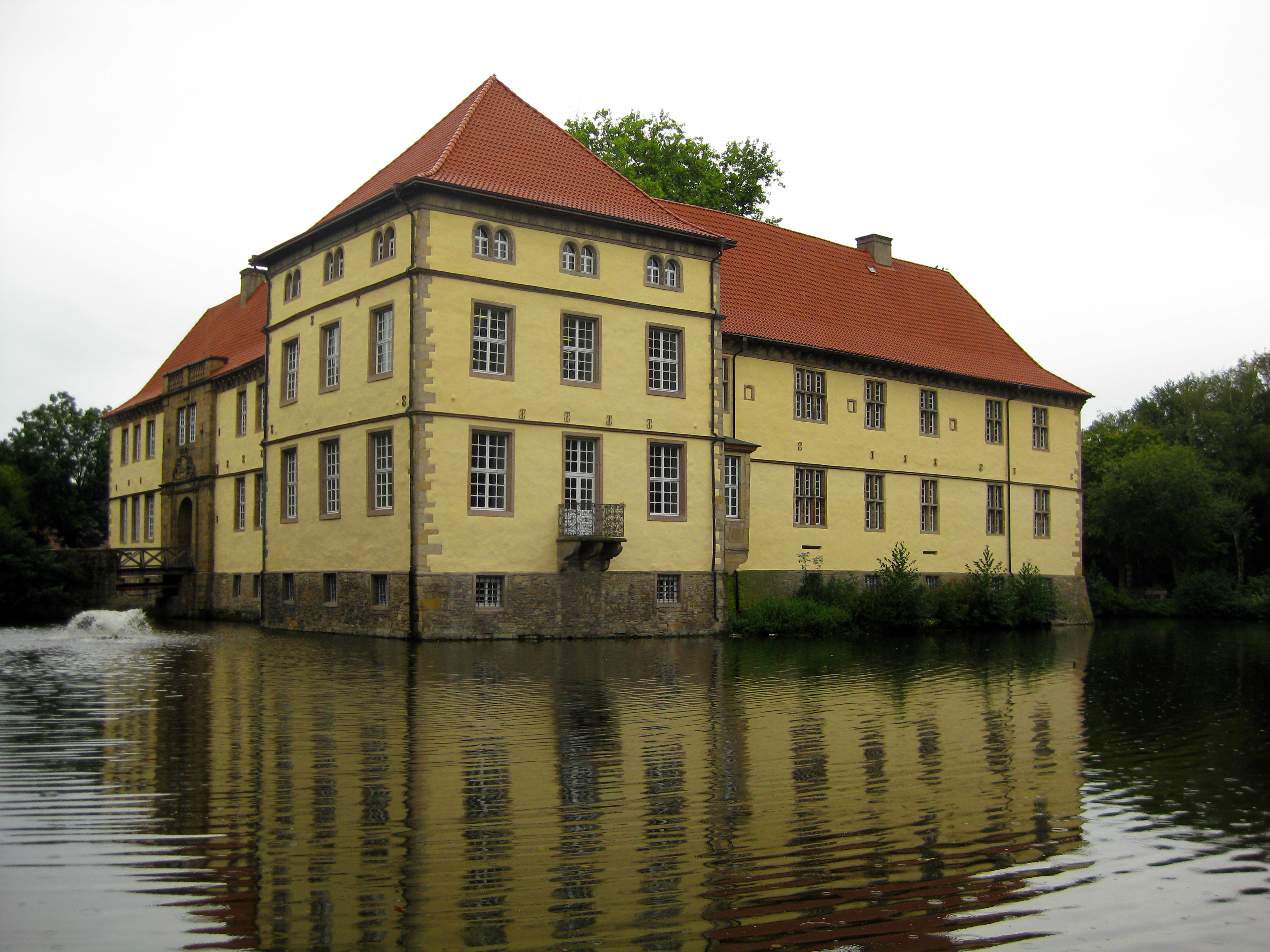
Schloss Strünkede in Baukau
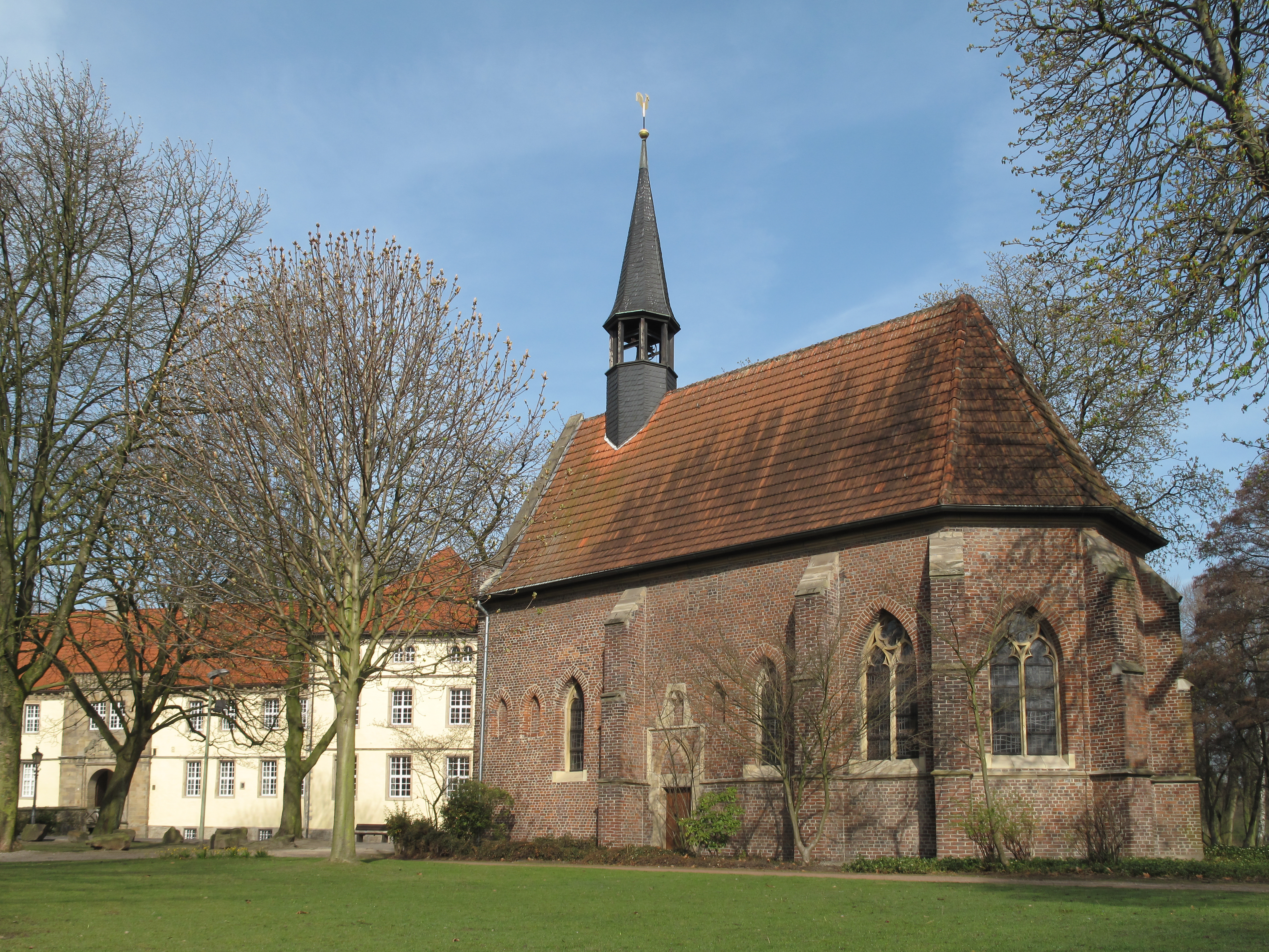
Schlosskapelle Strünkede
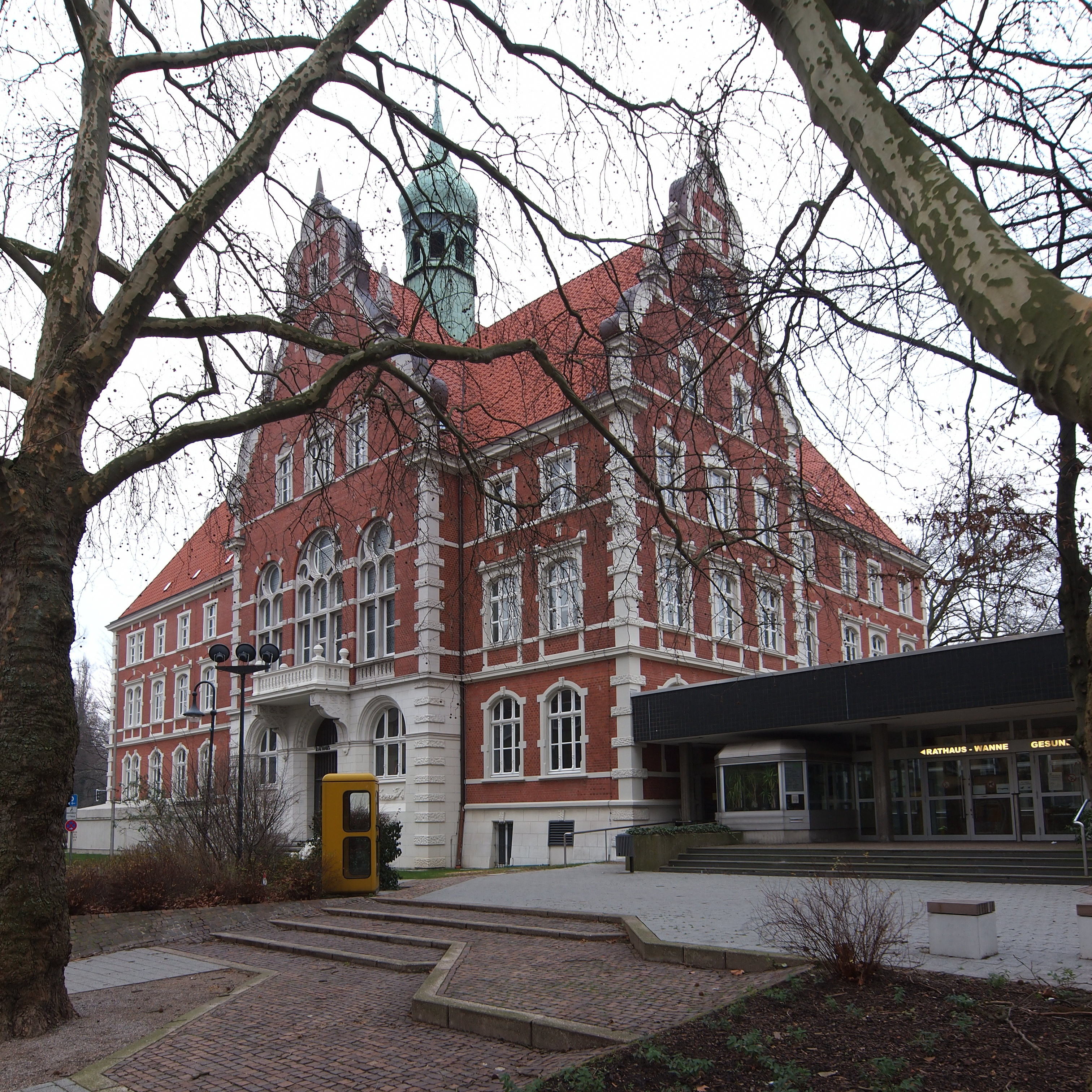
Rathaus Wanne-Eickel in Wanne-Mitte
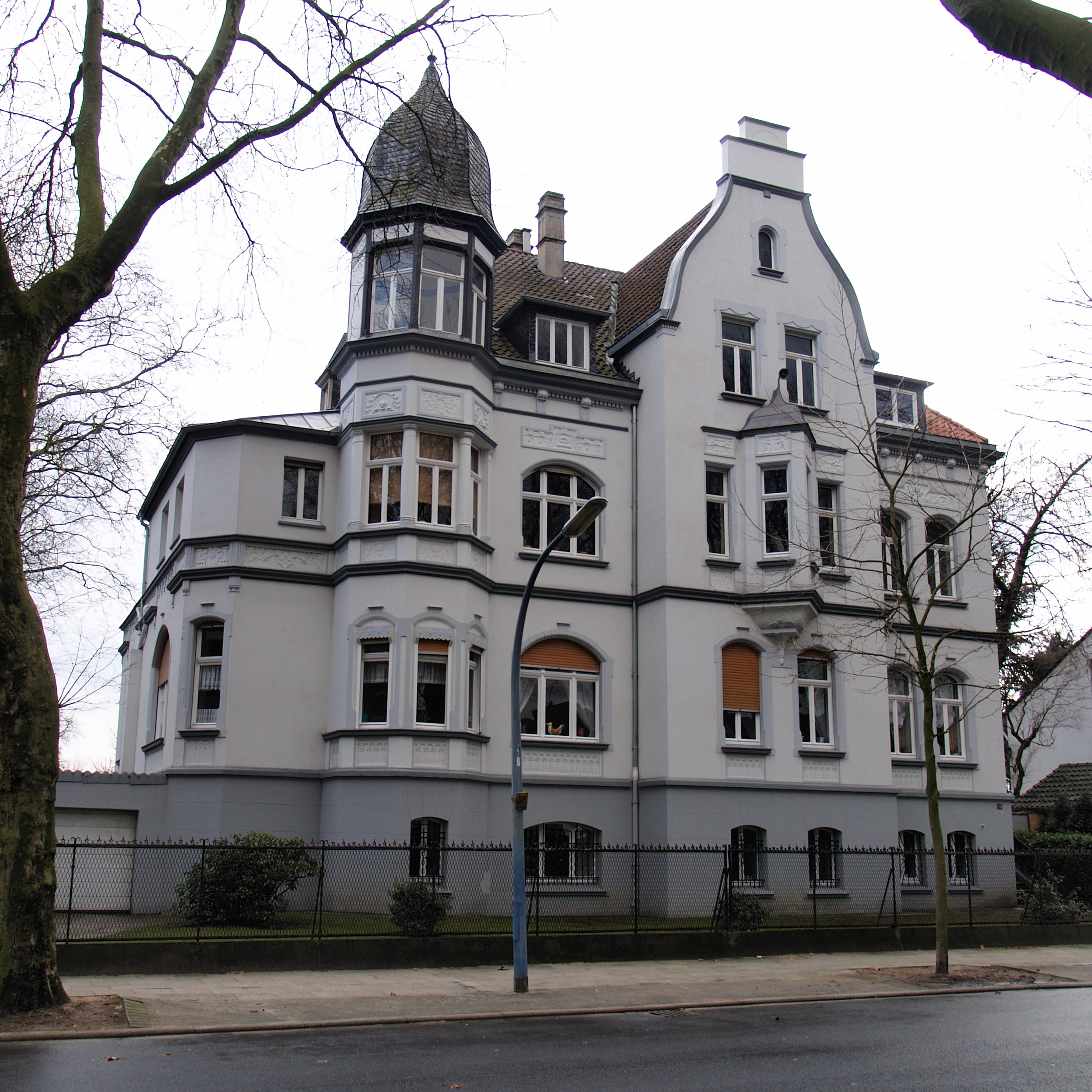
Villa Luisenstraße 28 in Herne-Horsthausen
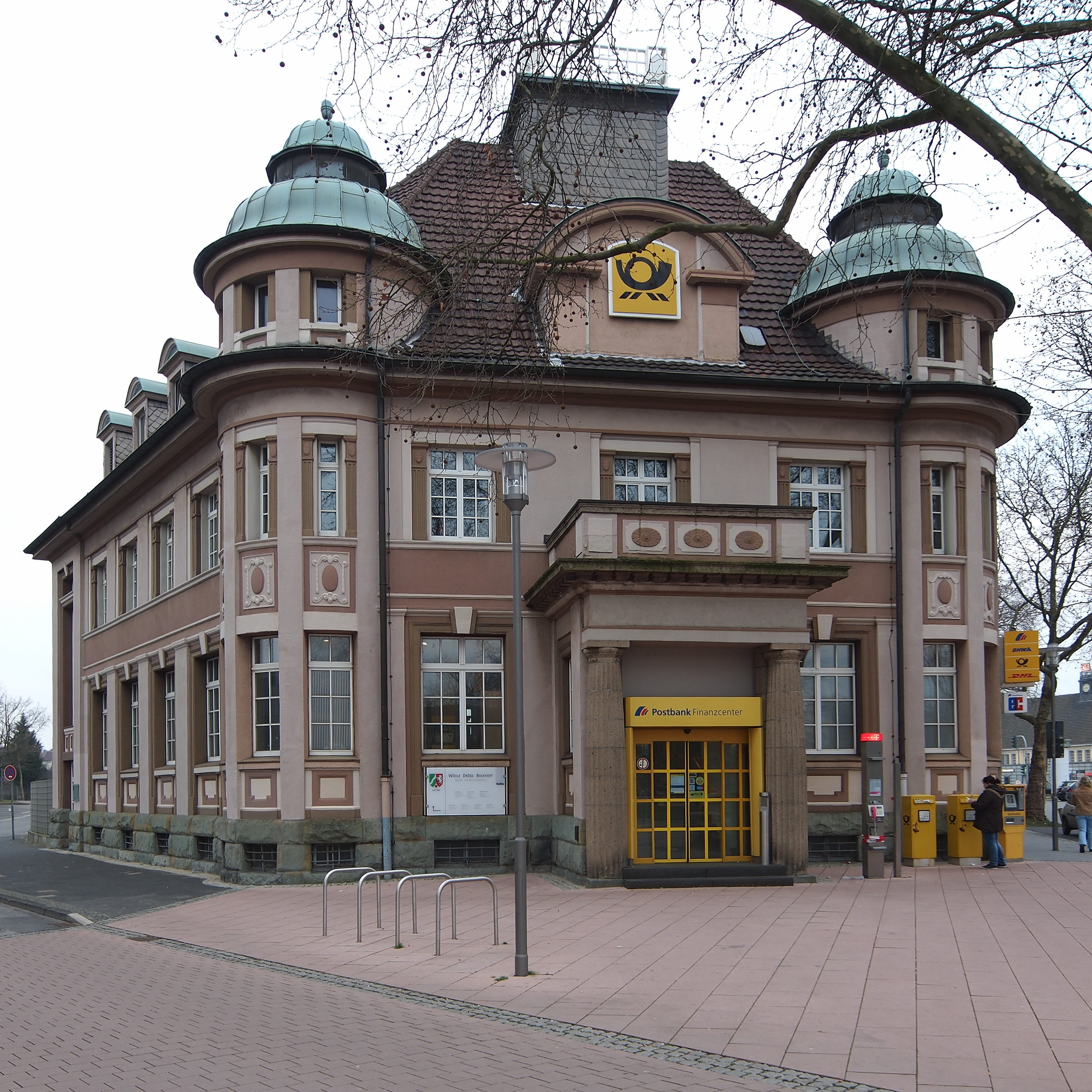
Post in Wanne-Mitte
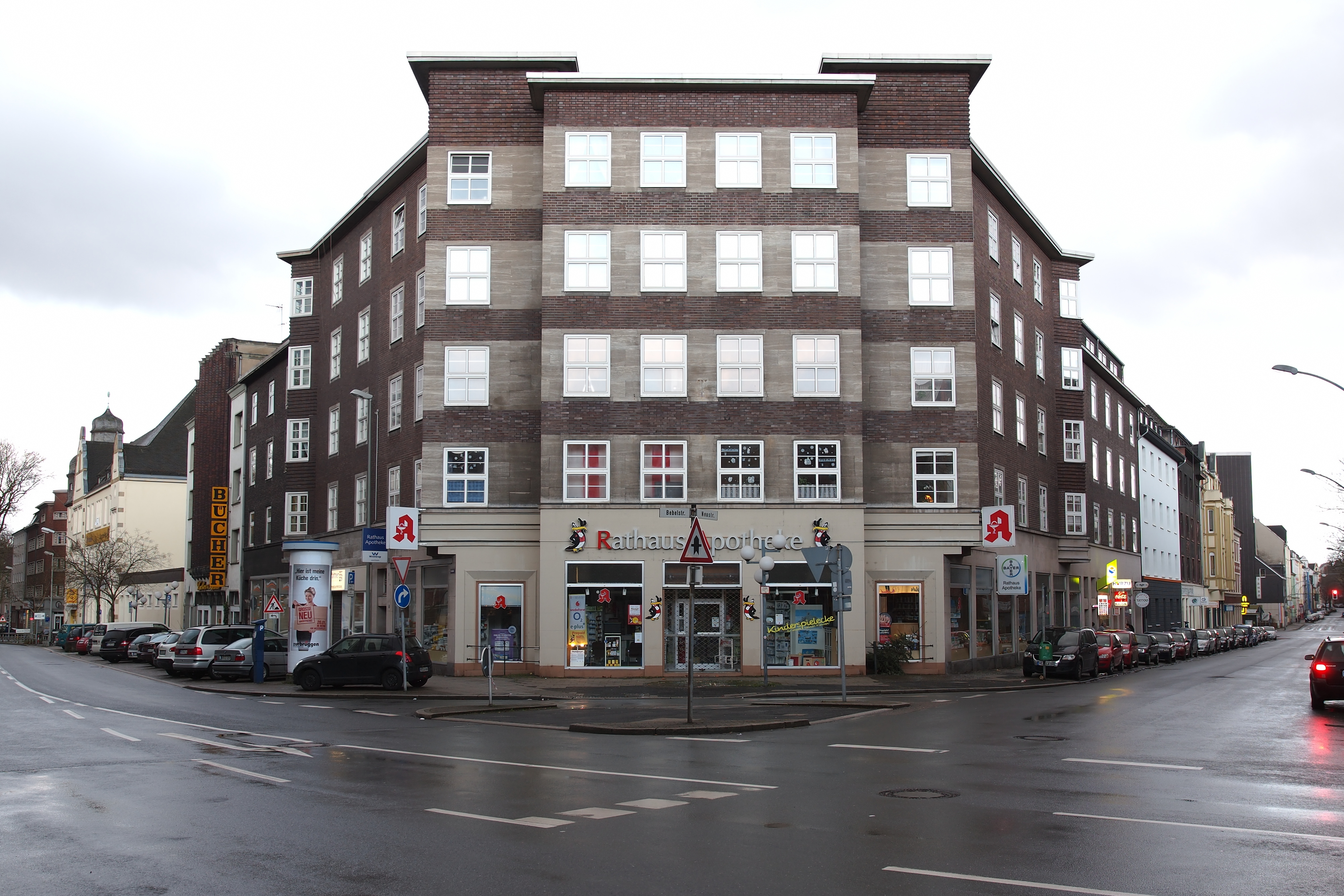
Hansahaus in Herne-Mitte
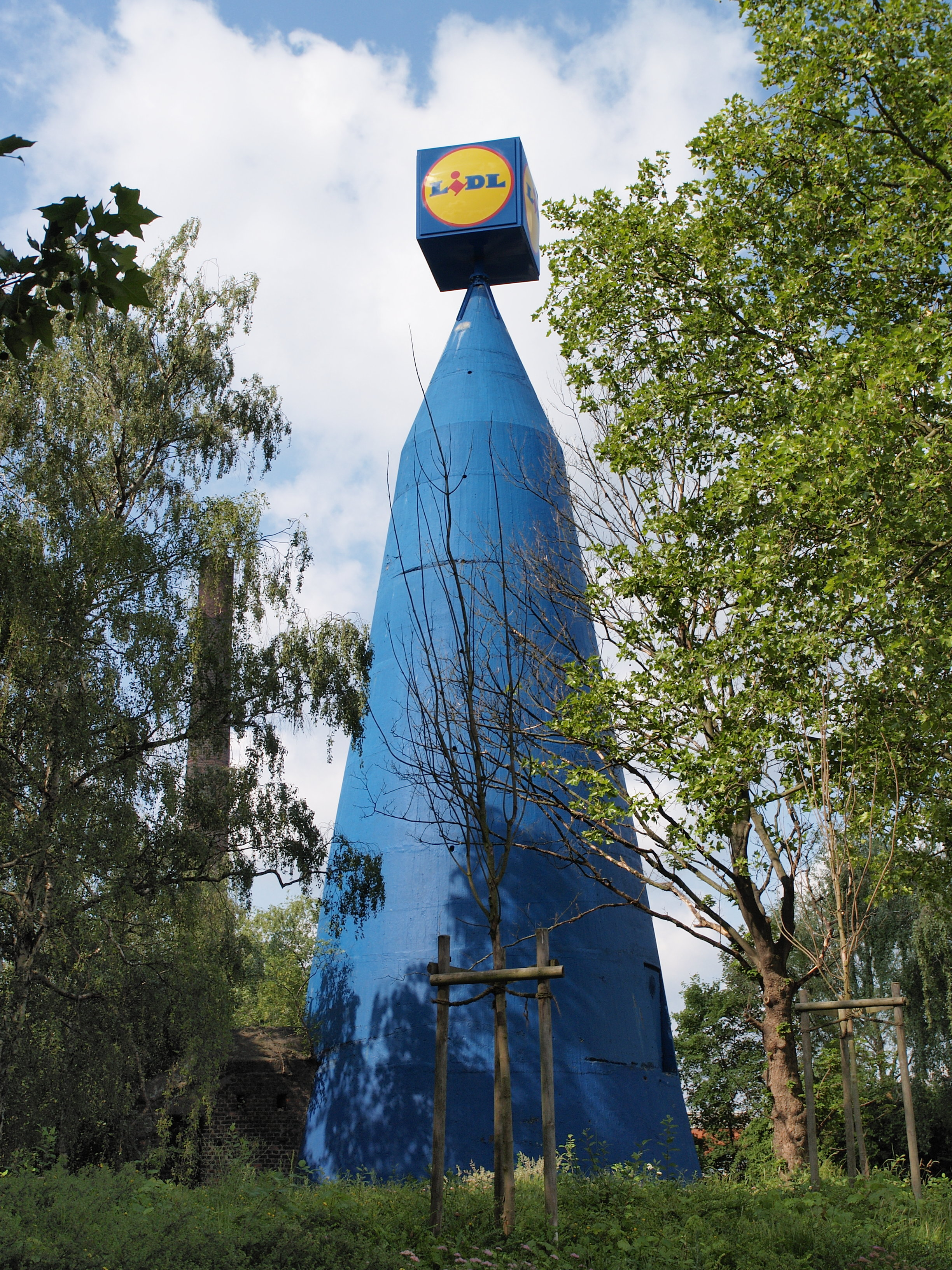
Hochbunker System Winkel in Baukau